# Wanderlei Silva
Wanderlei Cesar Silva (* 3. Juli 1976 in Curitiba) ist ein professioneller MMA-Kämpfer aus Brasilien und lebt seit 2007 in Las Vegas, Nevada. Seine Stärken liegen vornehmlich im Standkampf. Sein Stil ist geprägt durch Techniken aus dem Muay Thai, er besitzt jedoch auch einen Schwarzgurt im Brazilian Jiu-Jitsu. Er galt lange Zeit als einer der besten Kämpfer in der Gewichtsklasse bis 93 kg.

## Aufstieg zum Pride Champion
Wanderlei Silva trainierte unter anderem zusammen mit MMA-Größen wie Mauricio „Shogun“ Rua und Murilo „Ninja“ Rua in der „Chute Boxe Academy“ in Curitiba (Brasilien). Zu seinen Errungenschaften gehören 16 Siege in Folge bei Pride FC, der Pride-Weltmeistertitel im Halbschwergewicht und der Gewinn des Pride FC Light-Heavyweight Grand Prix 2003.
Seine Niederlagen während seiner Jahre bei Pride erfolgten gegen Tito Ortiz nach Punkten, gegen Artur Mariano durch TKO (Cut), gegen Vitor Belfort durch TKO, gegen Mark Hunt nach Punkten und im Halbfinale des Pride Middleweight GP 2005 (28. August 2005) gegen Ricardo Arona nach Punkten. Den Revanchekampf gegen Arona, bei dem zugleich Silvas Mittelgewichts-Gürtel auf dem Spiel stand, konnte Silva an Silvester 2005 gewinnen (2:1 Entscheidung). Seine nächste Niederlage kassierte Silva gegen Mirko „CroCop“ Filipović im Pride Grand Prix 2006. Den letzten Kampf bei Pride FC bestritt er gegen Dan Henderson um den Mittelgewichtstitel, diesen verlor Silva durch KO.
In Japan und Brasilien wurde Wanderlei Silva wie ein Pop-Star gefeiert und bezahlt. Wie auch zahlreiche andere Profikämpfer verdiente er durch Sponsoren und Werbeverträge Geld. Zudem betreibt er die eigene Sportbekleidungs- und Modemarke „Wand“. Nachdem er in Las Vegas bei Extreme Couture trainierte um sich auf seine UFC-Kämpfe vorzubereiten und ihm dieses Training nicht intensiv genug war, eröffnete er ein eigenes Gym in Las Vegas.

## Karriere nach Pride
Nach dem Verkauf von Pride FC an Zuffa und somit auch die Auflösung von Pride FC, unterzeichnete Silva einen Vertrag bei der UFC, bei der er zuvor schon dreimal kämpfte, dafür zog Silva nach Las Vegas, Nevada. Seinen ersten Kampf in dem neuen Vertrag verlor er durch eine Punktentscheidung gegen Chuck Liddell bei UFC 79. Der Kampf wurde als Kampf des Abends ausgezeichnet. Sein zweiter Kampf fand bei UFC 84 gegen Keith Jardine statt, diesen schlug er nach 36 Sekunden in der ersten Runde KO. Wanderlei bekam für diesen KO den Bonus „Knock Out of the Night“. Silvas dritter Kampf war bei UFC 92 gegen Quinton Jackson. Er verlor diesen in der ersten Runde nach 3:21 Minuten durch KO. Bei der ersten Veranstaltung der UFC in Deutschland, UFC 99 in Köln, kämpfte Wanderlei gegen Rich Franklin und verlor nach drei Runden durch Punktrichterentscheidung. Der Kampf erhielt den 60.000 $ Bonus für den Kampf des Abends. Am 20. Februar 2010 traf Silva auf Michael Bisping und gewann den Kampf nach Punkten. Michael Bisping war mit diesem Ergebnis nicht einverstanden, gratulierte Wanderlei aber zu seinem Sieg. Silva verlor seinen Kampf am 2. Juli 2011 gegen Chris Leben durch KO in der 1. Runde. Daraufhin deutete UFC President Dana White an, dass Silvas Karriere in der UFC möglicherweise zu Ende sei, was aber nicht der Fall war.
Am 19. November 2011 besiegte er Cung Le in dessen UFC-Debüt per KO in Runde zwei. Daraufhin wurde er zum Coach für die erste  The Ultimate Fighter-Staffel in Brasilien ernannt. Silva sollte gegen den anderen Coach, Vitor Belfort, einen Rückkampf am Ende der Staffel bei UFC 147 am 23. Juni 2012 bestreiten, traf aber aufgrund einer Verletzung Belforts auf Rich Franklin, gegen den er ebenfalls zuvor verlor. Silva verlor, wie im ersten Kampf gegen Franklin, nach Punkten. Seinen letzten UFC-Kampf gewann Silva durch Knockout gegen Brian Stann 3. März 2013 im japanischen Saitama. 2014 gestand Silva Doping.
Am 24. Juni 2017 kehrte er nach über vier Jahren Pause zurück, um bei einer Veranstaltung von Bellator Fighting Championships im Madison Square Garden gegen Chael Sonnen zu kämpfen. Silva verlor den Kampf durch einstimmige Punktrichterentscheidung.

## MMA-Ergebnisse
| Ergebnis   | Profi-Rekord | Gegner                                    | Datum              | Veranstaltung                                | Methode                                                      | Runde | Zeit  |
| ---------- | ------------ | ----------------------------------------- | ------------------ | -------------------------------------------- | ------------------------------------------------------------ | ----- | ----- |
| Sieg       | 1-0          | Dilson Filho                              | 1. November 1996   | BVF 6 – Campeonato Brasileiro de Vale Tudo 1 | KO (Tritt gegen Kopf)                                        | 1     | 3:35  |
| Sieg       | 2-0          | Marcelo „Marcelao“ Barbosa                | 1. Juli 1997       | BVF 10 – Brazilian Vale Tudo Fighting 10     | TKO (Schulterverletzung)                                     | 1     | 0:20  |
| Sieg       | 3-0          | Sean Bormet                               | 15. September 1997 | IVC 2 – A Question of Pride                  | KO (Tritte)                                                  | 1     | 1:19  |
| Sieg       | 4-0          | Egidio „Sombra da Noite“ Amaro da Costa   | 15. September 1997 | IVC 2 – A Question of Pride                  | Aufgabe (Schläge)                                            | 1     | 2:27  |
| Niederlage | 4-1          | Artur Mariano                             | 15. September 1997 | IVC 2 – A Question of Pride                  | TKO (Arztstopp)                                              | 1     | 13:10 |
| Sieg       | 5-1          | Mike van Arsdale                          | 23. August 1998    | IVC 6 – The Challenge                        | KO (Tritte & Schläge)                                        | 1     | 4:00  |
| Niederlage | 5-2          | „The Phenom“ Vitor Belfort                | 16. Oktober 1998   | UFC 17.5 - Ultimate Brazil                   | TKO (Schläge)                                                | 1     | 0:44  |
| Sieg       | 6-2          | Adriano Serrano                           | 20. Januar 1999    | IVC 9 – The Revenge                          | KO (Tritte & Schläge)                                        | 1     | 4:00  |
| Sieg       | 7-2          | „The Wolf“ Eugene Jackson                 | 27. April 1999     | IVC 10 – World Class Champions               | Aufgabe (Schläge)                                            | 1     | 0:32  |
| Sieg       | 8-2          | Tony Petarra                              | 7. Mai 1999        | UFC 20 - Battle for the Gold                 | KO (Knie)                                                    | 1     | 2:53  |
| Sieg       | 9-2          | Carl „Malenko“ Ognibene                   | 7. Mai 1999        | Pride FC - Pride 7                           | Punktentscheidung (einstimmig)                               | 2     | 10:00 |
| Sieg       | 10-2         | Daijiro Matsui                            | 21. November 1999  | Pride FC - Pride 8                           | Punktentscheidung (einstimmig)                               | 2     | 10:00 |
| Sieg       | 11-2         | Bob „Dirty Bob“ Schrijber                 | 30. Januar 2000    | Pride FC - Grand Prix 2000 Opening Round     | Aufgabe (Rear-Naked Choke)                                   | 1     | 2:42  |
| Niederlage | 11-3         | „The Huntington Beach Bad Boy“ Tito Ortiz | 14. April 2000     | UFC 25 - Ultimate Japan                      | Punktentscheidung (einstimmig)                               | 5     | 5:00  |
| Sieg       | 12-3         | „El Tiburon“ Todd Medina                  | 12. August 2000    | Meca 2 – Meca World Vale Tudo 2              | KO (Knie)                                                    | 1     | 0:39  |
| Sieg       | 13-3         | „The Sandman“ Guy Mezger                  | 27. August 2000    | Pride 10 - Return of the Warriors            | KO (Schläge)                                                 | 1     | 3:45  |
| No Contest | 13-3-1       | „The Hurrican“ Gilbert Yvel               | 31. Oktober 2000   | Pride 11 - Battle of the Rising Sun          | Keine Wertung (Unbeabsichtigter Schlag in die Leistengegend) | 1     | 0:21  |
| Sieg       | 14-3-1       | Dan „Hendo“ Henderson                     | 23. Dezember 2000  | Pride 12 - Cold Fury                         | Punktentscheidung (einstimmig)                               | 3     | 5:00  |
| Sieg       | 15-3-1       | „The Gracie Hunter“ Kazushi Sakuraba      | 25. März 2001      | Pride 13 - Collision Course                  | TKO (Knie und Soccer Kick)                                   | 1     | 1:38  |
| Sieg       | 16-3-1       | Shungo Oyama                              | 27. Mai 2001       | Pride 14 - Clash of the Titans               | TKO (Schläge)                                                | 1     | 0:30  |
| Sieg       | 17-3-1       | „The Gracie Hunter“ Kazushi Sakuraba      | 3. November 2001   | Pride 17 - Championship Chaos                | TKO (Arztstopp)                                              | 1     | 10:00 |
| Sieg       | 17-3-1       | „The Diet Butcher“ Alexander Otsuka       | 23. Dezember 2001  | Pride 18 - Cold Fury 2                       | TKO (Arztstopp)                                              | 3     | 2:22  |
| Sieg       | 18-3-1       | Kiyoshi Tamura                            | 24. Februar 2002   | Pride 19 - Bad Blood                         | KO (Schläge)                                                 | 2     | 2:28  |
| No Contest | 18-3-2       | Mirko „Cro Cop“ Filipović                 | 28. April 2002     | Pride 20 - Armed and ready                   | Unentschieden                                                | 5     | 3:00  |
| Sieg       | 19-3-2       | Tatsuya Iwasaki                           | 28. August 2002    | Pride FC Shockwave                           | TKO (Tritt gegen Kopf und Schläge)                           | 1     | 1:16  |
| Sieg       | 20-3-2       | Hiromitsu Kanehara                        | 24. November 2002  | Pride 23 - Championship Chaos 2              | TKO (Abbruch durch das Team)                                 | 1     | 3:40  |
| Sieg       | 21-3-2       | „The Gracie Hunter“ Kazushi Sakuraba      | 10. August 2003    | Pride - Total Elimination 2003               | KO (Schläge)                                                 | 1     | 5:01  |
| Sieg       | 22-3-2       | Hidehiko Yoshida                          | 9. November 2003   | Pride - Final Conflict 2003                  | Punktentscheidung (einstimmig)                               | 3     | 5:00  |
| Sieg       | 23-3-2       | Quinton „Rampage“ Jackson                 | 9. November 2003   | Pride - Final Conflict 2003                  | TKO (Knie)                                                   | 1     | 6:28  |
| Sieg       | 24-3-2       | Ikuhisa „Minowaman“ Minowa                | 15. Februar 2004   | Pride - Bushido 2                            | KO (Schläge)                                                 | 1     | 1:09  |
| Sieg       | 25-3-2       | Yuki „Sora“ Kondo                         | 15. August 2004    | Pride FC - Final Conflict 2004               | KO (Tritte am Boden)                                         | 1     | 2:46  |
| Sieg       | 26-3-2       | Quinton „Rampage“ Jackson                 | 31. Oktober 2004   | Pride 28 - High Octane                       | KO (Knie)                                                    | 2     | 3:26  |
| Niederlage | 26-4-2       | „The Super Samoan“ Mark Hunt              | 31. Dezember 2004  | Pride FC - Shockwave 2004                    | Punktentscheidung (geteilt)                                  | 3     | 5:00  |
| Sieg       | 27-4-2       | Hidehiko Yoshida                          | 23. April 2005     | Pride FC - Total Elimination 2005            | Punktentscheidung (geteilt)                                  | 3     | 5:00  |
| Sieg       | 28-4-2       | Kazuhiro „King Kaz“ Nakamura              | 26. Juni 2005      | Pride FC - Total Elimination 2005            | TKO (Schläge)                                                | 1     | 5:24  |
| Niederlage | 28-5-2       | „The Brazilian Tiger“ Ricardo Arona       | 28. August 2005    | Pride FC - Final Conflict 2005               | Punktentscheidung (einstimmig)                               | 3     | 5:00  |
| Sieg       | 29-5-2       | „The Brazilian Tiger“ Ricardo Arona       | 31. Dezember 2005  | Pride FC - Shockwave 2005                    | Punktentscheidung (geteilt)                                  | 3     | 5:00  |
| Sieg       | 30-5-2       | Kazuyuki „Ol' Ironhead“ Fujita            | 1. Juli 2006       | Pride FC - Critical Countdown Absolute       | TKO (Schläge)                                                | 1     | 9:21  |
| Niederlage | 30-6-2       | Mirko „Cro Cop“ Filipović                 | 10. September 2006 | Pride FC - Final Countdown Absolute          | KO (Tritt gegen Kopf)                                        | 1     | 5:26  |
| Niederlage | 30-7-2       | Dan „Hendo“ Henderson                     | 24. Februar 2007   | Pride FC 33 - Second Coming                  | KO (Tritt gegen Kopf)                                        | 3     | 2:08  |
| Niederlage | 30-8-2       | „The Iceman“ Chuck Liddell                | 29. Dezember 2007  | UFC 79 - Nemesis                             | Punktentscheidung (einstimmig)                               | 3     | 5:00  |
| Sieg       | 31-8-2       | „The Dean of Mean“ Keith Jardine          | 1. Juli 2006       | Pride FC - Critical Countdown Absolute       | TKO (Schläge)                                                | 1     | 9:21  |
| Sieg       | 31-8-2       | „The Dean of Mean“ Keith Jardine          | 1. Juli 2006       | Pride FC - Critical Countdown Absolute       | TKO (Schläge)                                                | 1     | 9:21  |
| Niederlage | 31-9-2       | Quinton „Rampage“ Jackson                 | 27. Dezember 2008  | UFC The Ultimate 2008                        | KO (Schläge)                                                 | 1     | 3:21  |
| Niederlage | 31-10-2      | Rich „Ace“ Franklin                       | 13. Juni 2009      | UFC 99 - The Comeback                        | Punktentscheidung (einstimmig)                               | 3     | 5:00  |
| Sieg       | 32-10-2      | „The Count“ Michael Bisping               | 20. Februar 2010   | UFC 110 - Nogueira vs. Velasquez             | Punktentscheidung (einstimmig)                               | 3     | 5:00  |
| Niederlage | 32-11-2      | „The Crippler“ Chris Leben                | 2. Juli 2011       | UFC 132 - Cruz vs. Faber 2                   | KO (Schläge)                                                 | 1     | 0:27  |
| Sieg       | 33-11-2      | Cung Le                                   | 19. November 2011  | UFC 139 - Shogun vs. Henderson               | TKO (Knie & Schläge)                                         | 2     | 4:49  |
| Niederlage | 32-12-2      | Rich „Ace“ Franklin                       | 23. Juni 2012      | UFC 147 - Silva vs. Franklin 2               | Punktentscheidung (einstimmig)                               | 5     | 5:00  |
| Sieg       | 33-13-2      | Brian „All-American“ Stenn                | 3. März 2013       | UFC on Fuel TV 8 - Silva vs. Stenn           | KO (Schläge)                                                 | 2     | 4:08  |
| Niederlage | 33-14-2      | Chael Sonnen                              | 24. Juni 2017      | Bellator 180 - Sonnen vs. Silva              | Punktentscheidung (einstimmig)                               | 3     | 5:00  |

## Titel und Anerkennungen
Am 14. April 2000 hatte Wanderlei Silva seine erste Chance einen begehrten Mixed-Martial-Arts-Gürtel zu halten, verlor jedoch nach 5 Runden einstimmig nach Punkten gegen den damaligen UFC Light Heavyweight Champion Tito Ortiz. Fast ein Jahr später konnte Silva sich jedoch den begehrten Pride-Middleweight-Championship-Titel um die Hüften schnallen, nachdem er Kazushi Sakuraba bei Pride 17 – Championship Chaos durch TKO besiegen konnte. Diesen Gürtel konnte Silva bis zum Februar 2007 drei Mal verteidigen und halten, bevor er ihn bei Pride – The Second Coming in Runde 3 durch KO an Dan Henderson verlor.
Ebenfalls gewann Silva im Jahr 2003 bei Pride – Final Conflict 2003 den Pride Grand Prix und wurde Nachfolger von Mark Coleman.

### Mixed Martial Arts
- Pride World Middleweight Championship
- Pride World Grand Prix 2003

### Wrestling Observer Newsletter
- 2001 Shootfighter (Most Outstanding Fighter) des Jahres
- 2001 Fede des Jahres (vs Kazushi Sakuraba)
- 2003 Shootmatch des Jahres (vs Hidehiko Yoshida)
- 2004 Shootmatch des Jahres (vs Quinton Jackson)
- 2004 Shootfighter (Most Outstanding Fighter) des Jahres